# To The Lake
To The Lake, o Epidemic (in russo: Эпидемия), è una web serie russa. Ha debuttato sulla piattaforma russa Premier il 14 novembre 2019. Netflix ne ha acquistato i diritti e l’ha distribuita a livello internazionale l’8 ottobre 2020. La serie è basata sul romanzo di debutto della scrittrice russa Yana Vagner Vongozero (2011), tradotto in undici lingue.

## Trama
Gli abitanti di Mosca vengono infettati da un virus mortale sconosciuto, i cui sintomi principali sono tosse e scolorimento degli occhi, che, dopo tre o quattro giorni, porta alla morte. Nessuno sa come combattere l’infezione. La capitale si sta trasformando in una città dei morti: non c’è l’elettricità, i soldi hanno perso il valore, il caos regna ovunque. Le gang di saccheggiatori seminano il terrore, i media sono nel panico, coloro che ancora non sono stati infettati lottano disperatamente per avere cibo e benzina. La città viene isolata, tutti gli ingressi sono chiusi.
Sergei, insieme alla sua nuova compagna, il figlio autistico di lei, il suo stesso figlio, l’ex moglie che non ha mai potuto perdonarlo, suo padre e i vicini di casa, cerca di fuggire, andando in Carelia. Lì, su un’isola deserta nel mezzo del lago Vongozero, cercano di nascondersi dalla minaccia dell’epidemia su una nave.
Sullo sfondo di una terribile catastrofe globale, delle persone, che mai avrebbero convissuto sotto lo stesso tetto, devono unire le forze per sfuggire all’epidemia crescente.

## Personaggi e interpreti
- Viktoria Isakova è Anya
- Kirill Käro è Sergey
- Aleksandr Robak è Leonid
- Natalya Zemtsova è Marina
- Mar'jana Spivak è Irina
- Yuriy Kuznetsov è Boris
- Eldar Kalimulin è Misha
- Viktoriya Agalakova è Polya
- Alexander Yatsenko è Pavel
- Saveliy Kudryashov è Anton

## Produzione
Le riprese sono avvenute nel 2018 a Mosca, nella regione della capitale e nell'Oblast' di Arkhangelsk (nella città di Onega e nel paese di Malozhma, distretto di Onezhsky). Il lago di Vongozero è rappresentato dalla Baia dell'Onega.

## Episodi
| Stagione         | Episodi | Pubblicazione Russia | Pubblicazione internazionale |
| ---------------- | ------- | -------------------- | ---------------------------- |
| Prima stagione   | 8       | 2019                 | 2020                         |
| Seconda stagione | 8       | 2022                 | inedita                      |

## Controversie
Il quinto episodio è sparito dalla piattaforma Premier il 14 dicembre 2019, appena due giorni dopo la pubblicazione. In questo episodio, alcuni pazienti di un ospedale e altri civili vengono giustiziati da quello che sembra un membro di una forza di sicurezza, suggerendo che l'episodio sia stato censurato. La compagnia, tuttavia, ha dichiarato che la seconda parte della stagione era stata spostata a febbraio 2020 a causa del successo di un'altra serie, Policeman from Rublyovka (Полицейский с Рублевки) e che il quinto episodio faceva parte alla seconda metà della stagione. Il regista Pavel Kostomarov ha dichiarato che la cancellazione dell'episodio l'ha sorpreso e non ne ha dato una giustificazione.
Meno di una settimana dopo, il 20 dicembre, il quinto episodio è riapparso sulla piattaforma, insieme al sesto. All'inizio del sesto episodio uno speaker radiofonico annuncia che un gruppo di uomini armati sta cercando di acquisire potere fingendo di essere delle forze di sicurezza che radunano i civili con il pretesto di radunarli per poi ucciderli. Kostomarov ha tuttavia dichiarato che nessun fotogramma è stato modificato per far tornare la serie su Premier. Il ministro della cultura Vladimir Medinsky ha negato le voci che lo accusavano di essere coinvolto nella questione, dichiarando che "non c'è censura nel nostro Paese" e che l'eliminazione dell'episodio era dovuto a questioni tecniche. Premier ha poi dichiarato che avrebbe continuato a trasmettere settimanalmente la stagione fino alla sua naturale conclusione, come richiesto dagli spettatori.